# ガスコイン・カンパニー
株式会社ガスコイン・カンパニー（英: GASCOIN Co.,Ltd.）は、日本の制作プロダクション。全国ネットのテレビ番組あるいはバラエティ番組、ゲームソフト製作やイベントの企画・運営を手がけている。

## 概要
2008年10月1日に、株式会社ビーワイルドから東京本部制作部門が独立し、菅剛史の全額出資により発足した。
所在地
- 東京都港区三田3-12-17 プレクスビルディング9F

役員
- 代表取締役社長：菅剛史
- 外部取締役：城間康男

## 主な所属スタッフ
- 菅剛史（代表者・オーナー、プロデューサー、チーフディレクター／おふいすまどか→オフィス源 → ビーワイルド東京→ガスコインカンパニー）
- 石田希（プロデューサー／ビーワイルド東京→ガスコインカンパニー）
- 渡邊優子（アシスタントプロデューサー、ディレクター／ビーワイルド東京→ガスコインカンパニー）
- 片山雄貴（ディレクター）
- 楠田健太（ディレクター）
- 井上真吾（ディレクター）
- 松井現（ディレクター）
- 田辺純江（制作デスク／ビーワイルド東京→ガスコインカンパニー）

## 主な制作番組
★は、ビーワイルド東京から移管された制作番組。太字は現在放映中の番組。
日本テレビ系列
- 秘密のケンミンSHOW（読売テレビ）★

テレビ朝日系列
- タモリ倶楽部★
- シルシルミシルさんデー
- ソフトくりぃむ
- ゴリゴリくりぃむ
- 世間に飛び出せ!! バナナ藩

TBS系列
- 知っとこ!（毎日放送）★
- 大阪ゲーム荘（毎日放送）

テレビ東京系列
- お金がなくても幸せライフ がんばれプアーズ!

フジテレビ系列
- 百識王★
- VS嵐★
- ホンマでっか!?TV
- お笑い芸人どっきり王座決定戦スペシャル
- ミュージャック（関西テレビ）
- HEY!HEY!HEY! MUSIC CHAMP★
- 人志松本の○○な話
- YOU vs. 7
- おもしろ言葉ゲーム OMOJAN
- ライオンのごきげんよう
- ザ・ドキドキどっきり
- ノリタケ・フミヤ・ヒロミが行く! キャンピングカー合宿〜出会い・ふれあい・幸せ旅〜
- 呼び出し先生タナカ
- VS魂→VS魂グラデーション

独立局、衛星放送
- ゲームセンターCX（フジテレビONE）★
- クイズ!脳ベルSHOW（BSフジ）

その他（配信など）
- 有のめ（Bee TV）
- ゲームセンターDX（YouTube Nintendo公式チャンネル）
- よゐこの○○で○○生活（YouTube Nintendo公式チャンネル）
- 大乱闘スマッシュブラザーズ SPECIAL ○○のつかいかたシリーズ（YouTube Nintendo公式チャンネル）